# Sibigi
Sibigi – przysiółek wsi Groble, położony w Polsce w województwie podkarpackim, w powiecie niżańskim, w gminie Jeżowe. 
W latach 1975–1998 przysiółek administracyjnie należał do województwa tarnobrzeskiego.
Przysiółki wsi Groble: Sibigi i Zagórzany tworzą sołectwo Sibigi. 1 stycznia 2006 roku sołectwo liczyło 518 ha powierzchni i 241 mieszkańców.